# Emmericiopsis
Emmericiopsis is een geslacht van weekdieren uit de klasse van de Gastropoda (slakken).

## Soort
- Emmericiopsis lacustris (Martens, 1897)